# Ulcinj
Ulcinj (na crnogor. ćiril. Улцињ, albanski: Ulqini, talijanski: Dulcigno) u Crnoj Gori, najjužniji grad i općina na crnogorskom primorju. 
U blizini grada počinje Velika plaža, najveća plaža na jadranskoj obali.

## Stanovništvo
Po posljednjem službenom popisu stanovništva iz 2003. godine, općina Ulcinj imala je 20.290 stanovnika, raspoređenih u 39 naseljenih mjesta.
Nacionalni sastav:
- Albanci – 14.638 (72,14)
- Crnogorci – 2421 (11,93)
- Srbi – 1509 (7,43)
- Muslimani – 681 (3,35)
- Bošnjaci – 297 (1,46)
- nacionalno neopredijeljeni – 186 (0,91)
- ostali – 558 (2,78)

Vjerski sastav:
- muslimani – 14.175 (69,86)
- pravoslavni – 3404 (16,77)
- katolici – 2416 (11,90)
- ostali – 69 (0,34)
- neopredijeljeni – 79 (0,38)
- ne vjeruju – 59 (0,29)
- nepoznato – 88 (0,46)

## Naseljena mjesta
Ambula,
Bijela Gora,
Bojke,
Brajše,
Bratica,
Briska Gora,
Ćurke,
Darza,
Donja Klezna,
Donji Štoj,
Draginje,
Fraskanjel,
Gornja Klezna,
Gornji Štoj,
Kaliman,
Kodre,
Kolonza,
Kosići,
Kravari,
Kruče,
Kruta,
Krute,
Leskovac,
Lisna Bore,
Međreč,
Mide,
Možura,
Pistula,
Rastiš,
Reč,
Salč,
Sveti Đorđe,
Sukobin,
Sutjel,
Šas, 
Štodra,
Ulcinj,
Vladimir,
Zoganj,

## Nacionalni sastav po naseljenim mjestima
- Ambula – uk. 31, Albanci – 28, neopredijeljeni – 2, Srbi – 1
- Bijela Gora – uk. 23, Albanci – 12, Srbi – 7, Bošnjaci – 2, Crnogorci – 2
- Bojke – uk. 199, Albanci – 197, ostali – 2
- Brajše – uk. 767, Albanci – 753, Muslimani – 1, ostali – 13
- Bratica – uk. 232, Albanci – 184, neopredijeljeni – 19, Crnogorci – 18, Srbi – 2, Bošnjaci – 1, ostali – 8
- Briska Gora – uk. 58, Crnogorci – 23, Albanci – 20, Srbi – 15
- Vladimir – uk. 802, Albanci – 797, ostali – 5
- Gornja Klezna – uk. 164, Albanci – 164
- Gornji Štoj – uk. 134, Albanci – 124, Crnogorci – 5, Srbi – 2, neopredijeljeni – 1, ostali – 2
- Darza – uk. 119, Crnogorci – 44, Srbi – 33, Albanci – 28, neopredijeljeni – 10, ostali – 4
- Donja Klezna – uk. 151, Albanci – 147, Crnogorci – 4
- Donji Štoj – uk. 881, Albanci – 414, Srbi – 204, Crnogorci – 119, Muslimani – 71, Bošnjaci – 30, neopredijeljeni – 2, ostali – 41
- Draginje – uk. 163, Albanci – 163
- Zoganj – uk. 425, Albanci – 283, Crnogorci – 57, Muslimani – 39, Srbi – 29, ostali – 17
- Kaliman – uk. 8, Albanci – 8
- Kodre – uk. 883, Albanci – 798, Crnogorci – 42, Muslimani – 21, Srbi – 11, neopredijeljeni – 2, Bošnjaci – 1, ostali – 8
- Kolonza – uk. 249, Albanci – 141, Crnogorci – 25, Muslimani – 15, Srbi – 1, ostali – 67
- Kosići – uk. 259, Albanci – 250, Muslimani – 7, Crnogorci – 2
- Kravari – uk. 617, Albanci – 617
- Kruta – uk. 205, Albanci – 140, Crnogorci – 57, neopredijeljeni – 6, ostali – 2
- Krute – uk. 606, Albanci – 540, Muslimani – 40, Crnogorci – 24, ostali – 2
- Kruče – uk. 161, Albanci – 87, Crnogorci – 33, Srbi – 28, Muslimani – 4, ostali – 9
- Leskovac – uk. 74, Crnogorci – 74
- Lisna Bore – uk. 179, Albanci – 177, ostali – 2
- Međreč – uk. 9, Crnogorci – 9
- Mide – uk. 222, Albanci – 220, Muslimani – 1, ostali – 1
- Možura – uk. 0 (nema stanovnika)
- Pistula – uk. 370, Albanci – 289, Muslimani – 46, Crnogorci – 11, Srbi – 8, neopredijeljeni – 3, Bošnjaci – 1, ostali – 12
- Rastiš – uk. 409, Albanci – 409
- Reč – uk. 71, Albanci – 66, Crnogorci – 4, ostali – 1
- Salč – uk. 4, Albanci – 4
- Sveti Đorđe – uk. 86, Albanci – 86
- Sukobin – uk. 375, Albanci – 374, ostali – 1
- Sutjel – uk. 18, Albanci – 18
- Ćurke – uk. 31, Albanci – 31
- Ulcinj – uk. 10.828, Albanci – 6658, Crnogorci – 1868,  Srbi – 1168, Muslimani – 436, Bošnjaci – 262, neopredijeljeni – 134, ostali – 302
- Fraskanjel – uk. 76, Albanci – 69, neopredijeljeni – 7
- Šas – uk. 268, Albanci – 268
- Štodra – uk. 133, Albanci – 74, ostali – 59

## Jezici
- albanski – 15.083 (74,33)
- srpski – 3698 (18,22)
- crnogorski – 953 (4,69)
- bošnjački – 310 (1,36)
- ostali i nepoznato – 241 (1,21)

## Povijest

### Hrvati i Ulcinj
Po opisu Gašpara Vinjalića, 25 hrvatskih vojnika (konjica) je 1718. godine sasjekla neke Ulcinjane: Gusari Ulcinja često su obilazili obale Romanje. Zbog toga je papin nuncij u Veneciji tražio da se uništi to gnijezdo lopova... Mocenigo zbog nedostatka hrane u blizini Ulcinja nije sa sobom poveo nego 25 hrvatskih vojnika s njihovim konjima, a vodio ih je plemić Luiđi Benja iz Zadra. Oni uzjahahu konje i umiješaju se među Ulcinjane te ih sasijeku. To je toliko prestrašilo ostale da su pobjegli u grad i tako je borba brzo završila. Ovo je deveti put da je Mletačka republika poduzela vojnu protiv strašne turske sile. U tom ratu, stalne turske napade su odbijali dragoni i "Hrvati na konju". Njih su podržavali "grenadiri i Sloveni" uz podršku konjice.
- Ulcinjska biskupija

## Galerija
- Kula Balšića
- Natpis uklesan prilikom turskog osvajanja
- Nadvratnik crkve-džamije
- Povijesna jezgra
- Arhitektura povijesne jezgre
- Hram svetog Nikolaja
- Stara fontana
- Jedna od brojnih gradskih džamija
- Sahat kula
- Partizanski spomenik
- Plaža
- Gradske zidine
- Popis Crnogoraca poginulih u osvajanju grada, kojima je posvećen tom prilikom podignuti Hram svetog Nikolaja
- Oslikani zid Hrama svetog Nikolaja